# Costas Livas
Costas Livas – australijski zapaśnik walczący w stylu klasycznym. Wicemistrz Oceanii w 1999 roku.